# Sir Safety Umbria Volley Perugia 2015-2016
Questa voce raccoglie le informazioni riguardanti la Sir Safety Umbria Volley Perugia nelle competizioni ufficiali della stagione 2015-2016.

## Stagione
La stagione 2015-16 è per la Sir Safety Umbria Volley Perugia, sponsorizzata da Conad, la quarta consecutiva in Serie A1; sulla panchina c'è inizialmente l'argentino Daniel Castellani, il quale tuttavia a stagione in corso farà spazio al ritorno di Slobodan Kovač, mentre la rosa subisce pochi cambiamenti: alle partenze di Joseph Sunder, Rocco Barone, Thomas Beretta, Adriano Paolucci, Gabriele Maruotti e al ritirato Goran Vujević fanno seguito gli acquisti di Emanuele Birarelli, Alberto Elia, Samuel Holt, Denys Kaliberda e Aaron Russell. Sono confermati Simone Buti, Luciano De Cecco, Christian Fromm, Andrea Giovi e Aleksandar Atanasijević.
Il campionato si apre con la sconfitta casalinga inflitta dal BluVolley Verona, mentre la prima vittoria arriva nella giornata successiva in trasferta contro il Powervolley Milano: a questa ne seguono altre due, fino ad un nuovo stop contro l'Associazione Sportiva Volley Lube; in tutto il resto del girone di andata gli umbri ottengono cinque successi e una sola sconfitta, chiudendo al quarto posto in classifica e qualificandosi per la Coppa Italia. Il girone di ritorno è inizialmente caratterizzato da un periodo di risultati altalenanti con vittorie in casa e insuccessi in trasferta; le ultime sei giornate invece vedono il club di Perugia aggiudicarsi due gare, perderne due e poi vincere le ultime due di regular season, con il quinto posto in campionato. Nei quarti di finale dei play-off scudetto vince le prime due gare, poi il Blu Volley Verona si aggiudica le due successive, fino a che nella decisiva gara cinque la spunta la Sir Safety Umbria Volley Perugia, accedendo così alle semifinali dove incontra l'Associazione Sportiva Volley Lube: anche in questo caso gli umbri vanno avanti di due gare, poi la formazione di Treia si aggiudica gara tre, ma la conquista della finale non sfugge ai perugini che vincono gara 4. Nell'atto finale del campionato la sfida è contro il Modena Volley: sono proprio gli emiliani a vincere lo scudetto, che si aggiudicano la serie vincendo le tre gare necessarie.
Grazie al quarto posto al termine del girone di andata della Serie A1 2015-16, la Sir Safety Umbria Volley Perugia partecipa alla Coppa Italia: si qualifica alla Final Four di Assago grazie al successo in semifinale, sia nella gara di andata sia in quella di ritorno, sul Blu Volley Verona. Viene poi eliminata dalla competizione, sconfitta in semifinale per 3-1 dal Modena Volley.
Il quarto posto in regular season e l'eliminazione nei play-off scudetto durante il campionato 2014-15 permette alla Sir Safety Umbria Volley Perugia di giocare in Coppa CEV: sedicesimi, ottavi e quarti di finale vengono vinti dalla squadra umbra grazie ai successi, sia all'andata sia al ritorno, rispettivamente su Karlovarsko, Prešov e Dürener Turnverein 1847. Nel Challenge Round la sfida è contro la Dinamo Mosca: i russi si aggiudicano la gara di andata per 3-0, mentre gli italiani quella di ritorno per 3-1, portando così la sfida al Golden set, che viene vinto dal team di Mosca, estromettendo dalla competizione quello di Perugia.

## Organigramma societario
Area direttiva
- Presidente: Gino Sirci
- Vicepresidente: Maurizio Sensi
- Segreteria generale: Rosanna Rosati

Area organizzativa
- Direttore sportivo: Benedetto Rizzuto, Goran Vujević
- Dirigente: Egeo Baldassarri
- Logistica: Piero Bizzarri
- Responsabile CEV: Francesco Allegrucci

Area tecnica
- Allenatore: Daniel Castellani, poi Slobodan Kovač
- Allenatore in seconda: Carmine Fontana
- Scout man: Gianluca Carloncelli, Francesco Monopoli
- Responsabile settore giovanile: Andrea Piacentini

Area comunicazione
- Ufficio stampa: Simone Camardese
- Relazioni esterne: Rosanna Rosati

Area marketing
- Ufficio marketing: Paolo Cassieri, Maurizio Sensi
- Biglietteria: Luca Ciambrusco

Area sanitaria
- Medico: Daniele Checcarelli, Giuseppe Sabatino
- Preparatore atletico: Massimo Ciucci, Giovanni Foppa
- Fisioterapista: Mauro Proietti
- Ortopedico: Giuliano Cerulli
- Massaggiatore: Emilio Giusti
- Radiologo: Massimo Bianchi
- Motivatore: Franco Bertoli

## Rosa
| N° | Nome                    | Ruolo | Data di nascita   | Nazionalità sportiva |
| -- | ----------------------- | ----- | ----------------- | -------------------- |
| 1  | Simone Buti             | C     | 19 settembre 1983 | Italia               |
| 2  | Christian Fromm         | S     | 15 agosto 1990    | Germania             |
| 3  | Samuel Holt             | S     | 20 giugno 1993    | Stati Uniti          |
| 5  | Luciano De Cecco        | P     | 2 giugno 1988     | Argentina            |
| 6  | Denys Kaliberda         | S     | 24 giugno 1990    | Germania             |
| 7  | Andrea Giovi            | L     | 19 agosto 1983    | Italia               |
| 8  | Aaron Russell           | S     | 4 giugno 1993     | Stati Uniti          |
| 9  | Dobromir Dimitrov       | P     | 7 luglio 1991     | Bulgaria             |
| 10 | Giōrgos Tzioumakas      | O     | 23 gennaio 1995   | Grecia               |
| 11 | Alberto Elia            | C     | 12 agosto 1985    | Italia               |
| 12 | Alessandro Franceschini | C     | 21 giugno 1983    | Italia               |
| 14 | Aleksandar Atanasijević | O     | 4 settembre 1991  | Serbia               |
| 15 | Fabio Fanuli            | L     | 10 febbraio 1985  | Italia               |
| 18 | Emanuele Birarelli      | C     | 8 gennaio 1981    | Italia               |

## Mercato
| Acquisti | Acquisti                | Acquisti           | Acquisti   |
| R.       | Nome                    | da                 | Modalità   |
| -------- | ----------------------- | ------------------ | ---------- |
| C        | Emanuele Birarelli      | Trentino           | definitivo |
| P        | Dobromir Dimitrov       | CSM Bucarest       | definitivo |
| C        | Alberto Elia            | Milano             | definitivo |
| C        | Alessandro Franceschini | Città di Castello  | definitivo |
| S        | Samuel Holt             | CSU Northridge     | definitivo |
| S        | Denys Kaliberda         | Jastrzębski Węgiel | definitivo |
| S        | Aaron Russell           | Penn State         | definitivo |

| Cessioni | Cessioni          | Cessioni              | Cessioni   |
| R.       | Nome              | a                     | Modalità   |
| -------- | ----------------- | --------------------- | ---------- |
| C        | Rocco Barone      | Molfetta              | definitivo |
| C        | Thomas Beretta    | Milano                | definitivo |
| P        | Adriano Paolucci  | Civita Castellana     | definitivo |
| S        | Gabriele Maruotti | Top Volley Latina     | definitivo |
| S        | Joseph Sunder     | Plataneros de Corozal | definitivo |
| S        | Goran Vujević     | -                     | ritirato   |

## Risultati

### Serie A1

#### Girone di andata
| 1ª giornata - 25 ottobre 2015 PalaEvangelisti, Perugia  | Sir Safety Perugia | 0 - 3 | BluVolley Verona   | 17-25, 21-25, 23-25        |
| 2ª giornata - 1º novembre 2015 PalaBorsani, Castellanza | Powervolley Milano | 0 - 3 | Sir Safety Perugia | 14-25, 19-25, 22-25        |
| 3ª giornata - 8 novembre 2015 PalaEvangelisti, Perugia  | Sir Safety Perugia | 3 - 1 | Trentino           | 25-22, 20-25, 27-25, 25-13 |
| 4ª giornata - 11 novembre 2015 PalaGalassi, Forlì       | Porto Robur Costa  | 1 - 3 | Sir Safety Perugia | 20-25, 18-25, 25-23, 21-25 |
| 5ª giornata - 15 novembre 2015 PalaEvangelisti, Perugia | Sir Safety Perugia | 0 - 3 | Lube               | 16-25, 22-25, 22-25        |
| 6ª giornata - 22 novembre 2015 PalaSanLazzaro, Padova   | Padova             | 1 - 3 | Sir Safety Perugia | 27-25, 22-25, 19-25, 18-25 |
| 7ª giornata - 24 novembre 2015 PalaEvangelisti, Perugia | Sir Safety Perugia | 3 - 0 | Milano             | 25-19, 35-33, 25-17        |
| 8ª giornata - 29 novembre 2015 PalaEvangelisti, Perugia | Sir Safety Perugia | 3 - 0 | Molfetta           | 25-22, 25-22, 25-16        |
| 9ª giornata - 6 dicembre 2015 PalaPanini, Modena        | Modena             | 3 - 1 | Sir Safety Perugia | 25-19, 27-25, 23-25, 25-23 |
| 10ª giornata - 8 dicembre 2015 PalaEvangelisti, Perugia | Sir Safety Perugia | 3 - 0 | Piacenza           | 25-18, 25-15, 25-21        |
| 11ª giornata - 13 dicembre 2015 PalaBianchini, Perugia  | Top Volley Latina  | 0 - 3 | Sir Safety Perugia | 22-25, 22-25, 19-25        |

#### Girone di ritorno
| 12ª giornata - 20 dicembre 2016 PalaOlimpia, Verona              | BluVolley Verona   | 3 - 2 | Sir Safety Perugia | 27-25, 25-14, 25-27, 23-25, 15-13 |
| 13ª giornata - 17 gennaio 2016 PalaEvangelisti, Perugia          | Sir Safety Perugia | 3 - 0 | Powervolley Milano | 25-21, 25-17, 25-17               |
| 14ª giornata - 23 gennaio 2016 PalaTrento, Trento                | Trentino           | 3 - 0 | Sir Safety Perugia | 25-22, 25-21, 25-18               |
| 15ª giornata - 31 gennaio 2016 PalaEvangelisti, Perugia          | Sir Safety Perugia | 3 - 2 | Porto Robur Costa  | 27-29, 22-25, 25-23, 25-17, 15-11 |
| 16ª giornata - 3 febbraio 2016 PalaCivitanova, Civitanova Marche | Lube               | 3 - 1 | Sir Safety Perugia | 18-25, 26-24, 25-20, 25-18        |
| 17ª giornata - 10 febbraio 2016 PalaEvangelisti, Perugia         | Sir Safety Perugia | 3 - 0 | Padova             | 25-22, 25-20, 25-21               |
| 18ª giornata - 14 febbraio 2016 Palazzetto dello Sport, Monza    | Milano             | 2 - 3 | Sir Safety Perugia | 21-25, 23-25, 25-22, 25-23, 9-15  |
| 19ª giornata - 21 febbraio 2016 PalaPoli, Molfetta               | Molfetta           | 3 - 2 | Sir Safety Perugia | 18-25, 24-26, 25-23, 25-20, 15-11 |
| 20ª giornata - 24 febbraio 2016 PalaEvangelisti, Perugia         | Sir Safety Perugia | 2 - 3 | Modena             | 24-26, 25-18, 19-25, 25-20, 13-15 |
| 21ª giornata - 28 febbraio 2016 PalaBanca, Piacenza              | Piacenza           | 2 - 3 | Sir Safety Perugia | 26-24, 19-25, 25-18, 22-25, 11-15 |
| 22ª giornata - 6 marzo 2016 PalaEvangelisti, Perugia             | Sir Safety Perugia | 3 - 0 | Top Volley Latina  | 25-19, 25-20, 25-22               |

#### Play-off scudetto
| Quarti di finale (gara 1) - 10 marzo 2016 PalaOlimpia, Verona          | BluVolley Verona   | 2 - 3 | Sir Safety Perugia | 26-24, 25-20, 17-25, 21-25, 10-15 |
| Quarti di finale (gara 2) - 13 marzo 2016 PalaEvangelisti, Perugia     | Sir Safety Perugia | 3 - 0 | BluVolley Verona   | 25-17, 25-23, 25-20               |
| Quarti di finale (gara 3) - 20 marzo 2016 PalaOlimpia, Verona          | BluVolley Verona   | 3 - 2 | Sir Safety Perugia | 23-25, 25-22, 25-20, 20-25, 15-11 |
| Quarti di finale (gara 4) - 27 marzo 2016 PalaEvangelisti, Perugia     | Sir Safety Perugia | 2 - 3 | BluVolley Verona   | 25-17, 25-27, 24-26, 25-18, 12-15 |
| Quarti di finale (gara 5) - 6 aprile 2016 PalaOlimpia, Verona          | BluVolley Verona   | 2 - 3 | Sir Safety Perugia | 20-25, 24-26, 25-18, 25-23, 15-17 |
| Semifinali (gara 1) - 9 aprile 2016 PalaCivitanova, Civitanova Marche  | Lube               | 2 - 3 | Sir Safety Perugia | 25-20, 20-25, 22-25, 25-18, 13-15 |
| Semifinali (gara 2) - 12 aprile 2016 PalaEvangelisti, Perugia          | Sir Safety Perugia | 3 - 0 | Lube               | 30-28, 25-20, 25-14               |
| Semifinali (gara 3) - 21 aprile 2016 PalaCivitanova, Civitanova Marche | Lube               | 3 - 2 | Sir Safety Perugia | 22-25, 25-18, 14-25, 27-25, 16-14 |
| Semifinali (gara 4) - 24 aprile 2016 PalaEvangelisti, Perugia          | Sir Safety Perugia | 3 - 0 | Lube               | 25-20, 25-23, 27-25               |
| Finale (gara 1) - 1º maggio 2016 PalaPanini, Modena                    | Modena             | 3 - 0 | Sir Safety Perugia | 25-19, 25-17, 27-25               |
| Finale (gara 2) - 5 maggio 2016 PalaEvangelisti, Perugia               | Sir Safety Perugia | 2 - 3 | Modena             | 25-21, 17-25, 26-24, 23-25, 10-15 |
| Finale (gara 3) - 8 maggio 2016 PalaPanini, Modena                     | Modena             | 3 - 2 | Sir Safety Perugia | 23-25, 25-20, 17-25, 25-16, 15-13 |

### Coppa Italia

#### Fase a eliminazione diretta
| Quarti di finale (andata) - 22 dicembre 2015 PalaOlimpia, Verona      | BluVolley Verona   | 2 - 3 | Sir Safety Perugia | 23-25, 25-22, 16-25, 25-19, 12-15 |
| Quarti di finale (ritorno) - 14 gennaio 2016 PalaEvangelisti, Perugia | Sir Safety Perugia | 3 - 1 | BluVolley Verona   | 25-15, 25-20, 19-25, 25-10        |
| Semifinali - 6 febbraio 2016 Mediolanum Forum, Assago                 | Modena             | 3 - 1 | Sir Safety Perugia | 20-25, 25-16, 25-22, 25-22        |

### Coppa CEV

#### Fase a eliminazione diretta
| Sedicesimi di finale (andata) - 4 novembre 2015 PalaEvangelisti, Perugia    | Sir Safety Perugia | 3 - 0 | Karlovarsko        | 25-21, 25-17, 25-21                          |
| Sedicesimi di finale (ritorno) - 18 novembre 2015 Sports Hall, Karlovy Vary | Karlovarsko        | 1 - 3 | Sir Safety Perugia | 25-20, 22-25, 19-25, 19-25                   |
| Ottavi di finale (andata) - 1º dicembre 2015 Sports Hall University, Prešov | Prešov             | 0 - 3 | Sir Safety Perugia | 21-25, 15-25, 17-25                          |
| Ottavi di finale (ritorno) - 16 dicembre 2015 PalaEvangelisti, Perugia      | Sir Safety Perugia | 3 - 0 | Prešov             | 25-12, 25-16, 25-16                          |
| Quarti di finale (andata) - 20 gennaio 2016 Arena Kreis Düren, Düren        | Dürener            | 1 - 3 | Sir Safety Perugia | 23-25, 21-25, 26-24, 15-25                   |
| Quarti di finale (ritorno) - 27 gennaio 2016 PalaEvangelisti, Perugia       | Sir Safety Perugia | 3 - 1 | Dürener            | 25-15, 25-14, 22-25, 25-17                   |
| Challenge Round (andata) - 18 febbraio 2016 PalaEvangelisti, Perugia        | Sir Safety Perugia | 0 - 3 | Dinamo Mosca       | 20-25, 19-25, 22-25                          |
| Challenge Round (ritorno) - 2 marzo 2016 Dynamo Sports Palace, Mosca        | Dinamo Mosca       | 1 - 3 | Sir Safety Perugia | 21-25, 18-25, 25-23, 15-25 Golden set: 15-13 |

## Statistiche

### Statistiche di squadra
| Competizione | Punti | In casa | In casa | In casa | In trasferta | In trasferta | In trasferta | Totale | Totale | Totale |
| Competizione | Punti | G       | V       | P       | G            | V            | P            | G      | V      | P      |
| ------------ | ----- | ------- | ------- | ------- | ------------ | ------------ | ------------ | ------ | ------ | ------ |
| Serie A1     | 42    | 16      | 11      | 5       | 18           | 9            | 9            | 34     | 20     | 14     |
| Coppa Italia | -     | 1       | 1       | 0       | 1            | 1            | 0            | 3      | 2      | 1      |
| Coppa CEV    | -     | 4       | 3       | 1       | 4            | 4            | 0            | 8      | 7      | 1      |
| Totale       | -     | 21      | 15      | 6       | 23           | 14           | 9            | 45     | 29     | 16     |

G = partite giocate; V = partite vinte; P = partite perse

### Statistiche dei giocatori
| Giocatore       | Serie A1 | Serie A1 | Serie A1 | Serie A1 | Serie A1 | Coppa Italia | Coppa Italia | Coppa Italia | Coppa Italia | Coppa Italia | Coppa CEV | Coppa CEV | Coppa CEV | Coppa CEV | Coppa CEV | Totale | Totale | Totale | Totale | Totale |
| Giocatore       | P        | PT       | AV       | MV       | BV       | P            | PT           | AV           | MV           | BV           | P         | PT        | AV        | MV        | BV        | P      | PT     | AV     | MV     | BV     |
| --------------- | -------- | -------- | -------- | -------- | -------- | ------------ | ------------ | ------------ | ------------ | ------------ | --------- | --------- | --------- | --------- | --------- | ------ | ------ | ------ | ------ | ------ |
| A. Atanasijević | 34       | 698      | 597      | 35       | 66       | 3            | 73           | 63           | 4            | 6            | 7         | 108       | 89        | 6         | 13        | 44     | 879    | 749    | 45     | 85     |
| E. Birarelli    | 33       | 227      | 149      | 60       | 18       | 3            | 26           | 14           | 8            | 4            | 8         | 55        | 31        | 19        | 5         | 44     | 308    | 194    | 87     | 27     |
| S. Buti         | 34       | 228      | 137      | 75       | 16       | 3            | 21           | 10           | 10           | 1            | 8         | 48        | 29        | 14        | 5         | 45     | 297    | 176    | 99     | 22     |
| L. De Cecco     | 34       | 113      | 45       | 44       | 24       | 3            | 9            | 5            | 3            | 1            | 8         | 15        | 7         | 4         | 4         | 45     | 137    | 57     | 51     | 29     |
| D. Dimitrov     | 15       | 4        | 1        | 0        | 3        | 1            | 0            | 0            | 0            | 0            | 6         | 3         | 1         | 0         | 2         | 22     | 7      | 2      | 0      | 5      |
| A. Elia         | 21       | 37       | 25       | 10       | 2        | 0            | 0            | 0            | 0            | 0            | 4         | 9         | 4         | 4         | 1         | 25     | 46     | 29     | 14     | 3      |
| F. Fanuli       | 24       | -        | -        | -        | -        | 3            | 1            | 1            | -            | -            | 5         | -         | -         | -         | -         | 32     | 1      | 1      | -      | -      |
| A. Franceschini | 3        | 0        | 0        | 0        | 0        | 0            | 0            | 0            | 0            | 0            | 0         | 0         | 0         | 0         | 0         | 3      | 0      | 0      | 0      | 0      |
| C. Fromm        | 28       | 220      | 196      | 16       | 8        | 3            | 12           | 11           | 1            | 0            | 7         | 43        | 35        | 3         | 5         | 38     | 275    | 242    | 20     | 13     |
| A. Giovi        | 33       | -        | -        | -        | -        | 3            | -            | -            | -            | -            | 8         | -         | -         | -         | -         | 44     | -      | -      | -      | -      |
| S. Holt         | 7        | 5        | 5        | 0        | 0        | 1            | 0            | 0            | 0            | 0            | 3         | 14        | 11        | 1         | 2         | 11     | 19     | 16     | 1      | 2      |
| D. Kaliberda    | 33       | 338      | 302      | 24       | 12       | 3            | 36           | 30           | 3            | 3            | 7         | 45        | 35        | 4         | 6         | 43     | 419    | 367    | 31     | 21     |
| A. Russell      | 29       | 318      | 273      | 19       | 26       | 2            | 31           | 25           | 2            | 4            | 7         | 103       | 89        | 6         | 8         | 38     | 452    | 387    | 27     | 38     |
| G. Tzioumakas   | 28       | 20       | 12       | 6        | 2        | 2            | 1            | 1            | 0            | 0            | 8         | 37        | 30        | 4         | 3         | 38     | 58     | 43     | 10     | 5      |

P = presenze; PT = punti totali; AV = attacchi vincenti; MV = muri vincenti; BV = battute vincenti